# SZD-7 Osa
SZD-7 Osa – polski, jednomiejscowy szybowiec zaprojektowany w Szybowcowym Zakładzie Doświadczalnym w Bielsku-Białej. 

## Historia
Szybowiec opracowano na bazie szybowca IS-2 Mucha w celu zbadania własności profili laminarnych. Konstruktorami byli Tadeusz Kostia i Irena Kaniewska. Zastosowano profil laminarny 15% który u nasady płata pogrubiono do 18%. Osa była też pierwszą konstrukcją SZD, w której zastosowane płytkowe hamulce aerodynamiczne typu S.H. sprzężone z hamulcem koła. Wykorzystano kadłub i usterzenie z szybowca IS Mucha-ter, po wzmocnieniu wręg kadłuba i łączących ich podłużnic. 
Prototyp został oblatany 16 sierpnia 1950 roku przez Adama Zientka. W testach porównawczych Osa okazała się lepsza od IS-2 Mucha (w zakresie wyższych prędkości) jednak nie trafiła do seryjnej produkcji, pozostała szybowcem eksperymentalnym.

## Konstrukcja
Wolnonośny grzbietopłat o konstrukcji drewnianej z zakrytą kabiną. 
Skrzydło dwudzielne, wolnonośne, jednodźwigarowe ze skośnym dźwigarkiem pomocniczym i dźwigarkiem lotkowym wyposażone w hamulce aerodynamiczne płytkowe oraz lotki szczelinowe. Całkowicie kryte sklejką o grubości 3 mm u nasady i 1,5 mm na końcu.
Kadłub o przekroju jajowym zwężonym u dołu, drewniany, konstrukcji półskorupowej kryty sklejką. Szybowiec zaopatrzono w zaczep przedni i dolny oraz hak do startu z lin gumowych.
Usterzenie poziome niedzielone. Statecznik kryty sklejką, ster kryty płótnem. Statecznik pionowy wykonany jako jedna całość z kadłubem, pokryty sklejką. Ster kierunku był kryty w partii przedniej i dolnej sklejką, w pozostałej płótnem.
Podwozie stałe, jednotorowe, składające się z przedniej drewnianej płozy, kółka umieszczonego w pobliżu środka ciężkości oraz płozy ogonowej.
Wyposażenie tablicy przyrządów składało się z: prędkościomierza, wysokościomierza, wariometru, busoli i zakrętomierza elektrycznego.